# Simon Mascarenhas
Simon Mascarenhas (Alcáçovas, 1571 - 13 oktober 1624) was een Portugees bisschop. Hij was de vierde bisschop van São Salvador da Congo, het tegenwoordige aartsbisdom Luanda.
Baptista werd op 25 februari 1621 tot bisschop benoemd van het bisdom São Salvador da Congo in Angola. Op 16 april 1623 volgde de bisschopswijding. Hij bleef bisschop van São Salvador da Congo tot zijn dood op 13 oktober 1624 en werd opgevolgd door Francisco de Soveral.